# Diego Pérez (conductor argentino)
Diego Pérez (San Martín, 30 de enero de 1964) es un actor y comediante argentino. 

## Biografía
Estudió con Lito Cruz, Carlos Moreno y en la Escuela de Teatro de Agustín Alezzo, donde conoció al actor Marcelo De Bellis, su amigo de toda la vida.

## Trayectoria
Trabajó en varias películas argentinas como Apariencias y Apasionados. Ha trabajado en teatro y en varios programas de televisión, como Mi cuñado (Telefe, aparición sin crédito en el primer capítulo emitido el 4 de marzo de 1993), Videomatch (Telefe, entre 1993 y 1999, como humorista y notero), Primicias, (tira de Canal 13)Un aplauso para el asador (dirigido por Roberto Pettinato, por Canal 13), y
en Nosotros también nos equivocamos, emitido por Telefe.
Realizó participaciones en Los Benvenuto, Brigada Cola, Más allá del horizonte y El agujerito sin fin.
De 2008 a 2010 cocondujo el programa de televisión Sabor a mí (2000-2002, 2008-2010), junto a Maru Botana, en Telefe.
En febrero de 2010 debutó como conductor en el programa de televisión Lo pedís, lo tenés, con Natalia Moncalvi (la esposa de Fierita Catalano). también en Telefe.
En diciembre de 2010 reemplazó al actor Carlos Calvo ―que había sufrido un ACV― en la obra Taxi 2 durante la temporada teatral en Villa Carlos Paz.
Desde abril de 2011 coconduce el programa Desayuno americano (por América TV), junto a la conductora Pamela David.

En diciembre de 2011, Florencia de la V lo convocó para actuar en su revista Qué gauchita mi mucama.
En 2014 conduce los programas Tu mejor sábado junto a Zaira Nara (por Canal 9) y Concentrados en red (por DeporTV) junto a Hernán Montenegro, Victoria Saravia, Juan Manuel Herbella y Juanchi Baleiron.
En 2015 conduce el programa Tu Mejor Domingo junto a Zaira Nara (por Canal 9) y realiza una participación especial en la salsa en tríos del Bailando: 10 años, siendo el invitado de la vedette y mediática Nazarena Vélez.
En el 2016 es parte del programa Polémica en el bar.
En el Canal de la ciudad ha sido el conductor de los ciclos gastronómicos: Pantagruélico, Pantagruélico Colectividades, Pantagruélico Parrillas, Pantagruélico Cervezas & Cía y Pantagruélico Famosos donde se recorrían diferentes restaurantes y se degustaban sus platos típicos.
Protagoniza el largometraje Diez menos de los directores Daniel Alvaredo y Roberto Salomone estrenado en 2018.
En las temporadas del 2019 y 2021 regresa a Showmatch de la mano de Marcelo Tinelli para los Especiales de Humor del programa, donde participó en notas como la recreación de El insoportable, junto a José María Listorti. Además integra el elenco de la serie producida por Netflix: Apache : La vida de Carlos Tévez.
En octubre de 2019, condujo por El Nueve el programa Tu fabuloso finde junto a Verónica Varano.

## Filmografía
- 1986: Las colegialas (película) como alumno
- 2000: Primicias (serie de televisión, El Trece) como Kili
- 2000: Apariencias (película) como Beto
- 2001: Sushi con champagne (serie de televisión, América TV) como anfitrión
- 2001: El sodero de mi vida (serie de televisión, El Trece) como Yiyi
- 2002: Apasionados (película) como chofer de limusina
- 2004: Panadería «Los Felipe» (serie de televisión, Telefe) como Pocho (episodios desconocidos)
- 2004: La niñera (sitcom) como Gustavo Redrado (episodio: «Las hermanas sean unidas»)
- 2005: Casados con hijos (sitcom) como dentista (participación especial, Telefe)
- 2013: Qitapenas (comedia musical, Telefe) como Amadeo
- 2013: Mis amigos de siempre (serie de televisión, El Trece) como Yayo
- 2018: Diez menos (largometraje) como Quique
- 2019: Apache, la vida de Carlos Tévez (serie para Netflix) como Ramón Madoni
- 2022: Los protectores (serie para Star+) como Ricardo "Ricky" Guzmán
- 2024: Coppola, el representante (serie para Star+) como Actor
- 2025: Menem (serie para Prime Video) como Horacio Rubino

## Vida privada
Está casado con Mariela y tiene dos hijos: Sofía (2003) y Nicolás (2006).
Es fanático del club de fútbol Platense.